# Ascogrammitis anfractuosa
Ascogrammitis anfractuosa là một loài dương xỉ trong họ Polypodiaceae. Loài này được Kunze ex Klotzsch Sundue mô tả khoa học đầu tiên năm 2010.